# Sur les chemins du retour
Albums de Youssoupha
À chaque frère
(2007) Noir D****
(2012)
Sur les chemins du retour est le deuxième album du rappeur Youssoupha, sorti le 12 octobre 2009. Il s'en est écoulé plus de 50 000 exemplaires.

## Liste des titres
1. Aéroport (intro)
2. Apprentissage
3. Itinéraire d'un blédard devenu banlieusard
4. A force de le dire
5. Le ghetto n'est pas un abri
6. Calmement
7. Escale (interlude)
8. La même adresse
9. Le message
10. L'effet papillon
11. Check de l'épaule feat. S-Pi
12. Dans la légende feat. Ayna
13. Quinze ans en arrière

## Clips
1. L'effet papillon